# Juramento a la Bandera (Chile)

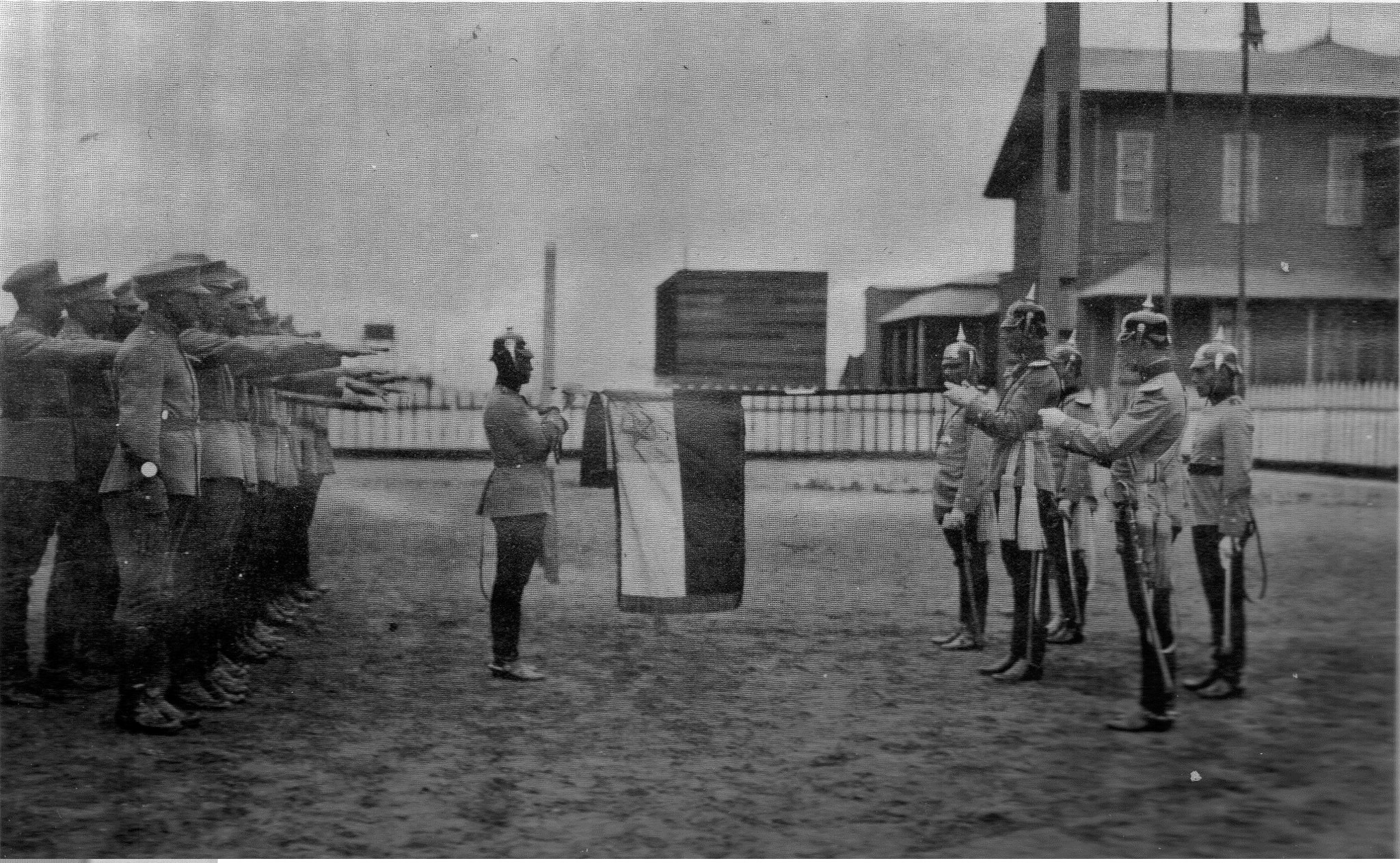
Oficiales del Regimiento Granaderos en la ceremonia de Juramento a la Bandera (1920)

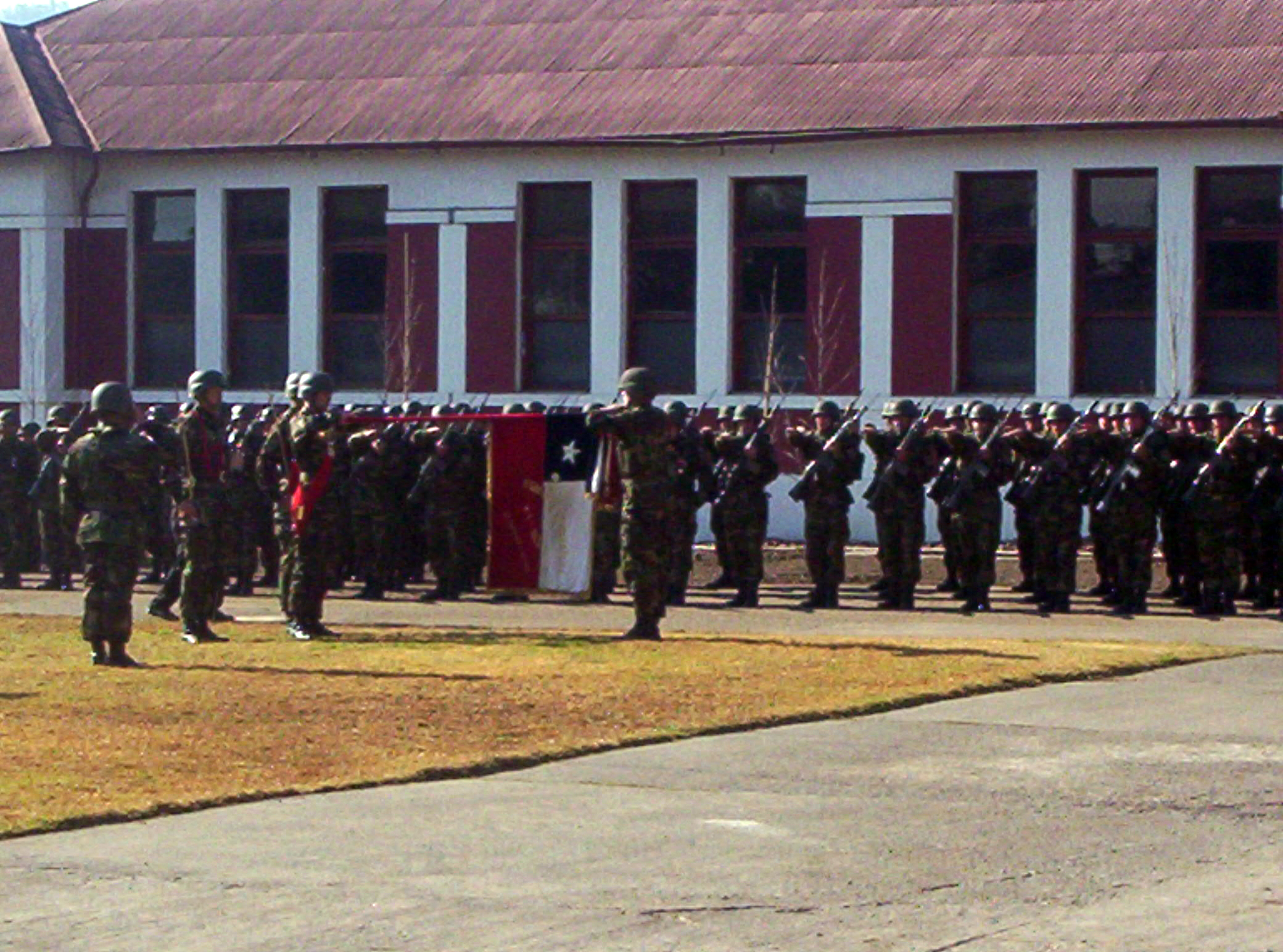
Soldados del Regimiento de Infantería n.º 1 "Buin" en la ceremonia de Juramento a la Bandera (2007)

El Juramento a la Bandera (originalmente Juramento de Fidelidad a la Patria) es una ceremonia militar celebrada cada año por el Ejército de Chile.

## Historia
El 12 de febrero de 1818, y como parte de la proclama de independencia celebrada en Talca ese día, fue pronunciado el primer juramento a la bandera chilena por el director supremo de la nación, Bernardo O'Higgins.
Posteriormente, y como acto solemne, la fecha escogida para esta ceremonia rememora a los 77 soldados que combatieron hasta la muerte durante la batalla de La Concepción, ocurrida entre el domingo 9 y el lunes 10 de julio de 1882.
En 1914 este acto se empezó a efectuar de manera unificada en todas las unidades del Ejército cada 10 de julio; desde 1929 hasta el presente, tiene lugar cada 9 de julio.

## Juramento
En todas las guarniciones militares de Chile, los nuevos cadetes, dragoneantes y conscriptos, así como los noveles oficiales y suboficiales, juran fidelidad y lealtad a su bandera y a su patria. El texto del juramento dice así:

Yo, [grado y nombre del jurante] juro,

por Dios y por esta bandera,

servir fielmente a mi patria,

ya sea en mar, en tierra o en cualquier lugar,

hasta rendir la vida si fuese necesario,

cumplir con mis deberes y obligaciones militares

conforme a las leyes y reglamentos vigentes,

obedecer con prontitud y puntualidad

las órdenes de mis superiores,

y poner todo empeño en ser

un soldado valiente, honrado y amante de mi patria.
Juramento a la Bandera.

### Variantes
Según la rama de las Fuerzas Armadas que efectúe el Juramento, su texto varía.
Juramento a la Bandera (variante de la Armada de Chile)[cita requerida]:

Yo, [grado y nombre del jurante] juro,

por Dios y por esta bandera,

servir fielmente a mi patria,

ya sea en mar, en tierra o en cualquier lugar,

hasta rendir la vida si fuere necesario,

cumplir con mis deberes y obligaciones militares

conforme a las leyes y reglamentos vigentes,

obedecer, con prontitud y puntualidad

las órdenes de mis superiores,

y poner todo empeño en ser

un marino valiente, honrado y amante de mi patria.

Juramento a la Bandera (variante de la Fuerza Aérea de Chile)[cita requerida]:

Yo, [nombre y grado del jurante] juro,

por Dios y por esta bandera,

servir fielmente a mi patria,

ya sea en aire, mar, tierra o en cualquier lugar,

hasta rendir la vida si fuere necesario,

cumplir con mis deberes y obligaciones militares

conforme a las leyes y reglamentos vigentes,

obedecer, con prontitud y puntualidad

las órdenes de mis superiores,

y poner todo empeño en ser

un aviador valiente, honrado y amante de mi patria.